# Euglossa iopyrrha
Euglossa iopyrrha är en biart som beskrevs av Dressler 1982. Euglossa iopyrrha ingår i släktet Euglossa, tribus orkidébin, och familjen långtungebin. Inga underarter finns listade.

## Beskrivning
Som hos många andra orkidébin har endast hanen studerats; som påpekas under ekologi är det främst de som fångas i doftfällor. Hanen är övervägande mörkblå på huvud och mellankropp, med tydliga, elfenbensvita markeringar i ansiktet. De tre första tergiterna (ovansidans bakkroppssegment) är mörkt purpurfärgade, medan resten av bakkroppen är bronsfärgad. Bakskenbenet (där doftinsamlingsorganet sitter) är blått. Kroppslängden uppgår till omkring 12 mm.

## Ekologi
Som alla orkidébin attraheras hanarna av luktande ämnen, främst hos orkidéer, och är därför lätta att fånga med syntetiska dofter. 

## Utbredning
Arten förekommer i norra Sydamerika söderut till Peru och södra Brasilien (delstaten São Paulo). 